# Giochi olimpici estivi silenziosi del 1924
I Giochi olimpici estivi silenziosi del 1924 fu la prima edizione del Deaflympics. Il fondatore era Eugène Rubens-Alcais, che li organizzò per la prima volta in Francia a Parigi.

## Partecipanti
- Francia (66)
- Regno Unito (34)
- Belgio (26)
- Paesi Bassi (13)
- Polonia (5)
- Ungheria (1)
- Lettonia (1)
- Romania (1)
- Italia (1)

## Discipline
- Atletica leggera
- Nuoto
- Tennis
- Apnea
- Tiro a segno
- Calcio
- Ciclismo

## Medagliere
Paese ospitante
| Pos.   | Paese         | Oro | Argento | Bronzo | Totale |
| ------ | ------------- | --- | ------- | ------ | ------ |
| 1      | Francia       | 22  | 16      | 10     | 48     |
| 2      | Gran Bretagna | 3   | 3       | 5      | 11     |
| 3      | Paesi Bassi   | 2   | 5       | 2      | 9      |
| 4      | Italia        | 2   | 0       | 0      | 2      |
| 5      | Belgio        | 1   | 4       | 14     | 19     |
| 6      | Polonia       | 0   | 1       | 0      | 1      |
| 7      | Lettonia      | 0   | 0       | 0      | 0      |
| 7      | Romania       | 0   | 0       | 0      | 0      |
| 7      | Ungheria      | 0   | 0       | 0      | 0      |
| Totale | Totale        | 31  | 30      | 31     | 92     |